# 필라 (피에몬테주)
필라는 이탈리아 피에몬테주 베르첼리도의 코무네로, 토리노 북동쪽 약 80 킬로미터 (50 mi), 베르첼리 북서쪽 약 60 킬로미터 (37 mi) 지점에 위치한다. 2004년 12월 31일 기준 인구는 118명이며 면적은 8.7 제곱킬로미터 (3.4 mi2)이다.
필라는 다음 코무네와 경계를 접한다: 페티넨고, 피오데, 스코펠로.